# Kronprinzenstraße 20 (Bonn)

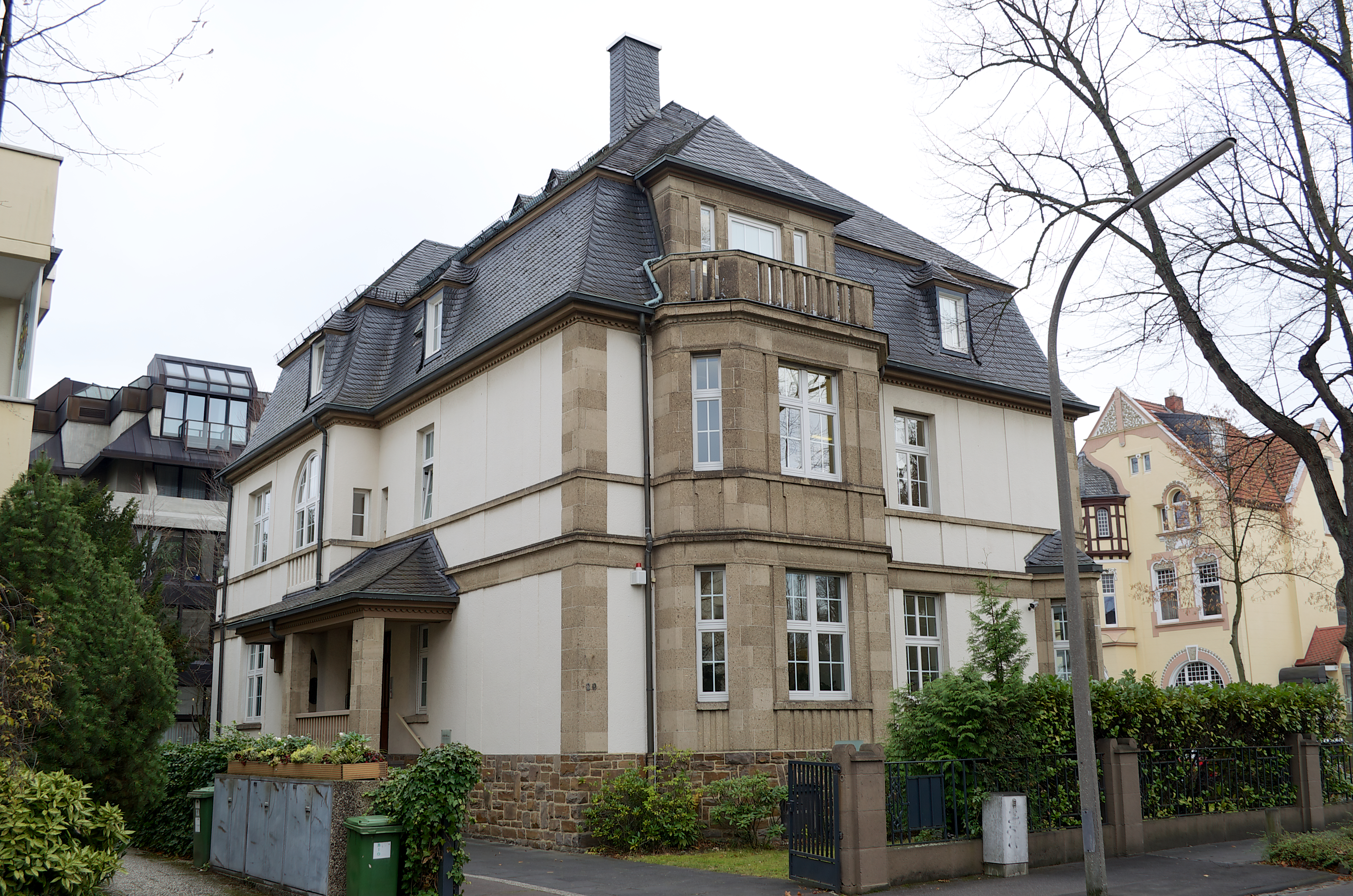
Villa Kronprinzenstraße 20 (2012)

Das Gebäude Kronprinzenstraße 20 ist eine Villa in Bad Godesberg, einem Stadtbezirk von Bonn, die 1910/11 errichtet wurde und heute als Bürogebäude dient. Sie liegt im Ortsteil Godesberg-Villenviertel an der Ecke Kronprinzenstraße/Mirbachstraße. Die Villa steht als Baudenkmal unter Denkmalschutz.

## Geschichte
Die Villa entstand als eines der späteren Gebäude an der ab 1898 bebauten Kronprinzenstraße als Wohnhaus für den Bauherrn Louis Krantz, einen Rentier aus Godesberg, nach Plänen der Architekten Carl Metzmacher und Heinrich Czichos. Nach Fertigstellung des Gebäudes erfolgte 1911 der Anbau eines Wintergartens, der 1964 wieder abgebrochen wurde.
1971 richtete die Republik Chile in der Villa die Kanzlei und die Konsularabteilung ihrer Botschaft in der Bundesrepublik Deutschland am Regierungssitz Bonn ein und erwarb diese auch. 1981 wurde das Anwesen grundlegend renoviert. Im Zuge der Verlegung des Regierungssitzes nach Berlin (1999) zog die chilenische Botschaft im Oktober 2000 dorthin um. Die Villa wird heute als Bürogebäude von Privatunternehmen genutzt.
Die Eintragung der Villa in die Denkmalliste der Stadt Bonn erfolgte am 17. März 2000. Die Vorgartenzone einschließlich der straßenseitigen Einfriedung steht als Teil des Anwesens unter Denkmalschutz.

## Architektur
Die Villa ist ein zweigeschossiger, traufständig zur Kronprinzenstraße gelegener Putzbau mit Werksteingliederungen, hohem Sockelgeschoss und verschiefertem Mansardwalmdach. Die Fassade wird durch Ausluchten, Erker, Balkone und Zwerchhausgiebel geprägt und horizontal durch Stock- und Brüstungsgesimse aus Tuffstein sowie vertikal durch Ecklisenen und Erker aus Tuff gegliedert. Der Eingang zum Gebäude ist von der Kronprinzenstraße aus zugänglich und wird von einer von massiven Pfeilern getragenen Überdachung der Eingangstreppe akzentuiert, an die sich ein zweigeschossiger Risalit anschließt.
Im ursprünglichen Zustand erhalten haben sich der äußere Baukörper und im Inneren der Grundriss sowie der Großteil der Ausstattung, darunter Parkettböden, Holzvertäfelungen, Stuckornamente und Holztüren sowie die beiden originalen Holztreppen und ein steinerner Kamin mit Schmuckgitter im Eingangsbereich. Die straßenseitige Einfriedung ist ebenfalls original erhalten, sie besteht aus Mauersockel und Pfeilern aus Basalt sowie dazwischenliegenden dekorativen schmiedeeisernen Gittern.